# Sommer-Paralympics 2012/Teilnehmer (Turkmenistan)
| stlisierte Goldmedaille | stlisierte Silbermedaille | stlisierte Bronzemedaille |
| ----------------------- | ------------------------- | ------------------------- |
| —                       | —                         | 2                         |

Turkmenistan entsendete zu den Paralympischen Sommerspielen 2012 in London eine aus fünf Sportlern bestehende Mannschaft. Dabei handelte es sich um einen Leichtathleten und vier Bankdrückern, von denen zwei Frauen waren. Die Mannschaft gewann keine Medaillen.

## Teilnehmer nach Sportart

### Leichtathletik
Männer:
- Sohbet Charyyev

### Powerlifting (Bankdrücken)
Frauen:
- Jennet Orjiyeva
- Valentina Simakova

Männer:
- Mekan Agalikov
- Sergey Meladze